# مونيكا جونسون
مونيكا جونسون (بالإنجليزية: Monica Johnson)‏ هي كاتبة سيناريو أمريكية، ولدت في 21 فبراير 1946 في مقاطعة إمبيريال في الولايات المتحدة، وتوفيت في 1 نوفمبر 2010 في بالم سبرينغس في الولايات المتحدة بسبب سرطان المريء.

## وصلات خارجية
- مونيكا جونسون على موقع IMDb (الإنجليزية)
- مونيكا جونسون على موقع قاعدة بيانات الفيلم (الإنجليزية)